# Орбаши (Цивильский район)
Орба́ши (чув. Урпаш) — деревня в Цивильском районе Чувашской Республики. Входит в состав Второвурманкасинского сельского поселения.

## География
Находится в северной части Чувашии на расстоянии приблизительно 7 км на север по прямой от районного центра города Цивильск.

## История

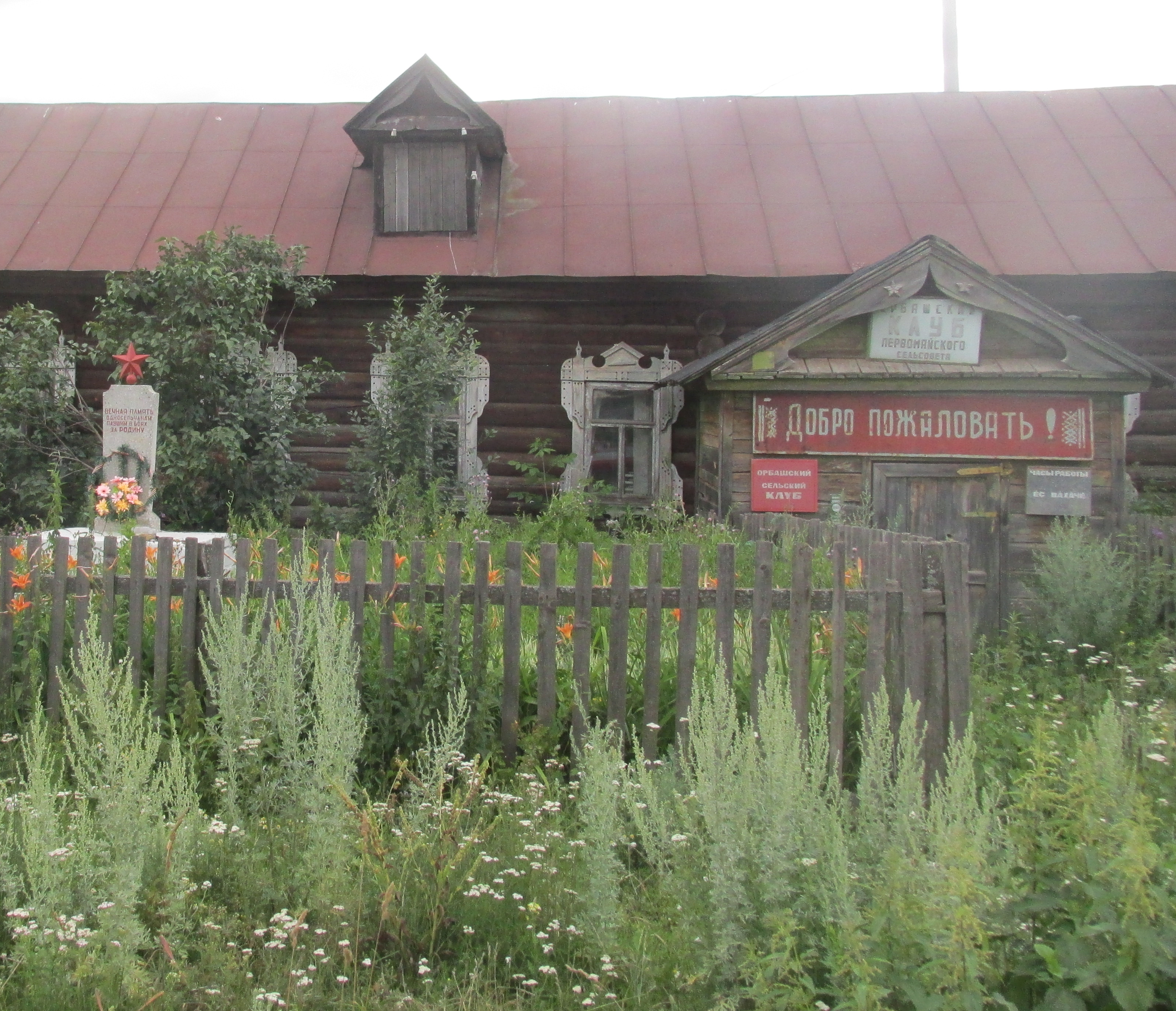
Сельский клуб

Известна с 1866 года как выселок деревни Первые Тувси (ныне Тувси) с 25 дворами и 205 жителями. В 1897 году учтено 252 жителя, 1926 — 51 двор, 249 жителей, в 1939—243 жителя, в 1979—199. В 2002 году было 58 дворов, 2010 — 43 домохозяйства. В период коллективизации был организован колхоз «Политотдел», в 2010 году действовало КФХ «Егорова».

## Население
Постоянное население составляло 123 человека (чуваши 99 %) в 2002 году, 95 в 2010.